# 저니 (2012년 비디오 게임)
《저니》(Journey)는 댓 게임 컴퍼니가 제작한 2012년 어드벤처 게임이다. 제노바 천이 기획하고 로빈 후니키가 프로듀싱했으며, 작곡은 오스틴 윈토리가 맡았다.
《저니》에서 플레이어는 외투를 걸친 캐릭터를 조종해 사막을 건너 멀리 떨어진 산까지 가야 한다. 플레이 도중에 네트워크 통신을 통해 역시 같은 여정중인 다른 플레이어를 만나 같이 여행하게 된다. 게임 내에서는 채팅을 할 수 없으며, 무기로 가격하는 등의 상호작용 역시 불가능하다. 오직 음악적인 소리로만 커뮤니케이션이 가능하다.
발매 당시 시각적 및 음향적 미감과 더불어 낯선 상대와 동행하는 인상적인 게임플레이가 합쳐, 게임언론으로부터 감동적이고 인상깊은 경험을 체험했다는 독보적으로 긍정적인 평가를 받았다.
2012년 3월 13일 소니 컴퓨터 엔터테인먼트가 배급해 플레이스테이션3를 통해 최초로 출시됐다. 처음에는 플레이스테이션 네트워크로만 출시됐으나 패키지판이 2012년 8월에 발매됐다. 2015년 7월 21일, 블루포인트 게임스가 이식한 플레이스테이션 4판 리마스터가 댓게임컴퍼니의 전작 《플라워》와 함께 출시됐다. 2019년 6월 6일 안나푸르마 인터렉티브가 배급한 마이크로소프트 윈도우판이 에픽게임즈 스토어를 통해 발매됐다. 같은해 8월 6일 iOS판이 출시됐다.

## 평가
| 통합 점수    | 통합 점수               |
| 통합사       | 점수                    |
| ------------ | ----------------------- |
| 메타크리틱   | PS3: 92/100 PS4: 92/100 |
| 평론 점수    |                         |
| 평론사       | 점수                    |
| 에지         | 8/10                    |
| 유로게이머   | 9/10                    |
| 게임 인포머  | 9.0/10                  |
| 게임스팟     | PS3: 9.0/10 PS4: 10/10  |
| IGN          | 9.0/10                  |
| OPM (UK)     | 10/10                   |
| 터치아케이드 | [ 11 ]                  |
| Wired        | 9/10                    |

| 수상                               | 수상                          |
| 평론사                             | 수상                          |
| ---------------------------------- | ----------------------------- |
| PlayStation Official Magazine - UK | 5th best PS3 game of all time |